# Газовая промышленность России
Газовая промышленность России — отрасль топливно-энергетического комплекса России, занимающаяся добычей, транспортировкой, хранением и переработкой газа (природного газа, попутного нефтяного газа). В 2022 году России, по данным Росстата было добыто 672 млрд м³ газа. Годом ранее эта цифра составляла 763 млрд куб.м.

## История
Первые эксперименты по использованию газа в России датируются 1813 годом, когда в Санкт-Петербурге состоялось первое испытание системы уличного газового освещения конструкции П. Г. Соболевского, признанное неудачным. Не достиг успеха и проект английской компании, закрытый в 1824 году после взрыва газа. В эксплуатацию первая система уличного газового освещения в России была введена в 1839 году, также в Санкт-Петербурге. В таких системах использовался светильный газ. К 1888 году, по неполным данным, в России существовало 210 газовых заводов. Постепенно уличное газовое освещение начинает использоваться всё шире, в 1905 году только в этих целях было израсходовано 2,8 млрд кубических футов светильного газа. С начала 20 века газовое освещение начинает постепенно вытесняться электрическим, этот процесс затянулся на три десятилетия — так, в Москве уличное газовое освещение было окончательно заменено на электрическое только в 1932 году.
Кроме того, газ активно использовался и в промышленности (в частности, в металлургии, машиностроении, текстильной промышленности и т. п.), причём помимо светильного газа применялся и газ, получаемый при пиролизе нефти. В 1903 году «Каспийско-Черноморское нефтепромышленное и торговое общество» для обеспечения работы собственной электростанции создало мощное газовое производство, включающее 16 работающих на нефти газогенераторов. В дореволюционное время велась добыча и природного (либо попутного нефтяного) газа, первые опыты по использованию которого относятся к 1837 году в районе Баку, в качестве топлива использовался газ, выходящий из расщелины. В 1902 году на Апшеронском полуострове была пробурена первая газовая скважина, только на этом полуострове в 1907 году было добыто 4,3 млрд кубических футов «естественного» газа. В начале 1910-х годов газовые скважины появились также в Ставрополе и районе Грозного.
В СССР изначально (с 1920-х годов) интерес к природному газу был связан с содержанием в нем гелия, необходимого для дирижаблей, и геологоразведочные работы на природный газ в 1925—1931 годах велись именно с целью поиска гелия. С 1932 года начинается активный поиск горючих газов. В 1920-х — 1930-х годах добываемый в СССР газ (преимущественно попутный нефтяной) использовался главным образом для переработки с целью получения «газового бензина», а также для обеспечения энергетических нужд нужд нефтепромыслов и производства сажи. Значительная часть добываемого попутного газа не находила использования и сжигалась в факелах. Добыча газа росла — если в 1928 году добыча газа в СССР составляла 0,3 млрд м³, в 1940 она возросла на порядок и составила 3,2 млрд м³.
В 1939 году в Саратовской области начинается разведка нефти и газа. 28 октября 1941 года в Саратовской области был получен первый газ Елшанского месторождения. В 1942 году вводится в эксплуатацию газопровод Елшанка — Саратовская ГРЭС длиной 15 км, природный газ начинает использоваться в большой электроэнергетике. В 1946 году вводится в эксплуатацию первый в СССР магистральный газопровод Саратов — Москва. В 1950 году добыча газа составляла 5,8 млрд м³.
В 1951 году было открыто Северо-Ставропольско-Пелагиадинское месторождение с запасами более 220 млрд м³ — на тот момент, крупнейшее в Европе. В 1956 году вводятся в эксплуатацию две нитки газопровода Ставрополь-Москва, начинается активное развитие газотранспортной системы страны. Ставропольский край становится главным газодобывающим регионом. В том же году создается Главное управление газовой промышленности при Совете Министров СССР (Главгаз). В 1960 году добыча газа в СССР достигает 45,3 млрд м³.
Первый газ в Западной Сибири был получен в 1953 году (Берёзовское месторождение), названного так по месту разведочной скважины — на окраине посёлка Берёзово. В 1962 году было открыто первое в Заполярье Западной Сибири Тазовское месторождение. В 1965 году создаётся Министерство газовой промышленности СССР. В 1966 году открывается крупнейшее на тот момент в мире, супергигантское Уренгойское газовое месторождение с начальными запасами 10,9 трлн м³. Добыча газа резко возрастает и в 1970 году достигает 198 млрд м³.
В 1967 году после ввода в эксплуатацию газопроводов «Дружба» и «Содружество» газ из СССР стал поставляться в Чехословакию, в 1968 году подписывается договор о поставках в Австрию. В 1970 году между СССР и ФРГ была заключена сделка «газ-трубы», результатом которой стало начало в 1973 году поставок газа в ФРГ. К 1975 году были начаты поставки в Болгарию, Венгрию, Финляндию, Италию и Францию, объёмы экспорта достигли 19,3 млрд м³. Внутри СССР начинается активный перевод тепловых электростанций Европейской части страны с мазута и угля на природный газ — стартовала «газовая пауза» в электроэнергетике. В 1984 году добыча газа достигла 587 млрд м³, СССР вышел по этому показателю на первое место в мире.
В августе 1989 года постановлением Совета Министров СССР Министерство газовой промышленности СССР было преобразовано в государственный газодобывающий концерн «Газпром», в 1993 году трансформированный в акционерное общество. С середины 1990-х по начало 2010-х годов были построены крупные экспортные газопроводы: Ямал — Европа (ввод в 1999 году), «Голубой поток» (2002), «Северный поток» (2011). В течение 2010-х годов были введены в строй экспортные газопроводы «Сила Сибири» (2019, на восток), «Турецкий поток» (2020, на юго-запад). Вторая очередь направленного на запад газопровода «Северный поток — 2», строительство которой завершилось в 2020 г., по геополитическим мотивам не принималась в эксплуатацию потенциальными странами-импортёрами, в результате получив несовместимые с дальнейшей эксплуатацией техногенные повреждения, ознаменовав пик газового кризиса в Европе.
В 2009 году в рамках проекта «Сахалин-2» на восточном шельфе был введён в эксплуатацию первый в России завод сжиженного природного газа (СПГ), экспортируемого, прежде всего, в Японию. Принята и реализуется программа газификации регионов России. Строительство заводов по сжижению газа продолжалось и в 2010-е — 2020-е годы: в том числе в Сабетте, Усть-Луге, Высоцке.

## Добыча газа
По состоянию на 1 января 2019 года природный и попутный нефтяной газ в России добывало 251 предприятие, в том числе 80 — входящих в состав вертикально-интегрированных нефтяных холдингов, 15 дочерних компаний Газпрома, 9 структурных подразделений Новатэка, 144 независимые нефтегазодобывающие компании, 3 предприятия, действующих на условиях соглашений о разделе продукции (СРП).
Большая часть добычи газа обеспечивается
- Газпром — 497,6 млрд м³ (68 % всей добычи в стране), затем идут
- Новатэк — 68,9 млрд м³,
- Роснефть — 64 млрд м³,
- Лукойл — 17,8 млрд м³,
- Сургутнефтегаз — 10 млрд м³.

Предприятия, действующие на условиях СРП, добыли 30 млрд м³.
Крупнейшие в России мощности по добыче природного газа расположены в Ямало-Ненецком АО. По итогам 2016 года, более 10 млрд м³ газа в год добывалось на следующих месторождениях: Уренгойское— 95,8 млрд м³, Бованенковское — 67,4 млрд м³, Заполярное — 61,7 млрд м³, Ямбургское — 57 млрд м³, Юрхаровское — 33,1 млрд м³, Южно-Русское — 25,1 млрд м³, Лунское — 17 млрд м³, Оренбургское — 15,2 млрд м³, Северо-Уренгойское — 13,6 млрд м³, Береговое — 11,3 млрд м³, Астраханское — 11,2 млрд м³. Около 88 % добычи приходится на природный газ, около 12 % — на попутный нефтяной газ.

## Транспортировка и хранение газа
Газотранспортная система и подземные хранилища газа в России принадлежат Газпрому, также Газпром обладает исключительным правом на экспорт газа (за исключением крупнотоннажных поставок сжиженного природного газа). Большая часть добытого газа транспортируется по газопроводам, входящим в Единую систему газоснабжения России, их общая протяженность на территории России составляет 172,6 тыс. км. Перекачку газа обеспечивают 254 компрессорные станции общей мощностью 47,1 тыс. МВт.

### Сжижение газа
В СССР не было значимых производств сжижения природного газа. Первый промышленный завод по сжижению природного газа в России запущен в 2009 году — «Сахалин-2» на Сахалине. На 2019 год эксплуатируются три проекта по производству сжиженного природного газа — «Сахалин-2» (Сахалинская область), «Ямал СПГ» (Ямало-Ненецкий АО) и «Криогаз-Высоцк» (Ленинградская область).

### Газовые хранилища
Бесперебойность поставок газа, особенно в отопительный период, обеспечивают 22 подземных газовых хранилища (ПХГ) общей ёмкостью 73,6 млрд м³ (по состоянию на 2017 год).

### Развитие мини-СПГ в России
Минэнерго подготовило проект дорожной карты до 2025 года по развитию малотоннажного производства сжиженного природного газа в России. К ним относят предприятия мощностью до 1 млн.т в год. В проект внесли изменения правил эксплуатации объектов производства и потребления малотоннажного СПГ, требований размещения объектов и допустимых максимальных объемов хранения СПГ. Минэнерго России предложило меры по стимулированию производства отечественного оборудования малых предприятий по сжижению природного газа и разработало региональные дорожные карты развития рынка газомоторного топлива.

### Перспективы газовой отрасли России
10 февраля 2020 года в Дохе форум стран-экспортеров газа (ФСЭГ) представил долгосрочный прогноз развития энергетического и газового рынков до 2050 года. Согласно отчету, доля нефти упадет до 26 %, угля — до 18 %. Природный газ станет единственным ископаемым видом топлива, использование которого возрастет с 23 % до 27 %. Около 66 % дополнительного спроса на газ до 2050 года придется на промышленный сектор и производство электроэнергии.
Согласно прогнозам представителей ОАО «Газпром», основным регионом роста спроса на российский природный газ будет Азия, прежде всего Китай, где правительством страны поставлена задача по снижению потребления угля. «Газпром» выстраивает свою стратегию с учетом этого фактора. Что касается Европы, то в среднесрочной перспективе можно ожидать прироста спроса на газ. Этому поспособствуют такие факторы, как закрытие угольных и атомных электростанций, а также повышение экологических стандартов в электроэнергетическом секторе и на транспорте.
Главгосэкспертиза России одобрила проект создания стенда для испытаний оборудования и технологий по производству сжиженного природного газа (СПГ) на площадке Росатома.
Главгосэкспертиза России рассмотрела представленную повторно проектно-сметную документацию на строительство стендового комплекса по испытаниям технологий и оборудования, необходимого для средне и крупнотоннажного производства сжиженного природного газа, а также для атомной промышленности. По итогам проведения государственной экспертизы выдано положительное заключение.
Проектируемые объекты и сооружения будут предназначены для проведения испытаний в условиях криогенной среды насосного и компрессорного оборудования, криогенной арматуры. Работы пройдут на территории Научно-исследовательского института электрофизического оборудования в Санкт-Петербурге. Финансирование планируется осуществлять с привлечением средств федерального бюджета. Застройщик — АО «НИИЭФА им. Д. В. Ефремова», генеральный проектировщик — ООО «Криогенные газовые технологии».

### Переход на новые технологии в газовой отрасли
Еврокомиссия поставила приоритетной задачей достижение «углеродной нейтральности» (carbon neutrality) к 2050 году. На решение этой задачи будут направлены все имеющиеся в распоряжении ЕС ресурсы.
Согласно новому «Зеленому курсу» Еврокомиссии (Green New Deal), главная ставка сделана на использование возобновляемых источников энергии (ВИЭ) и декарбонизированных газов, в первую очередь водорода. При этом водород рассматривается и как энергоноситель, и как средство накопления избыточной электроэнергии, вырабатываемой ВИЭ в периоды активного солнца и ветра, когда ее производство превышает спрос потребителей.
Заявленная Евросоюзом декарбонизация экономики и газовой отрасли создает возможности для взаимодействия России и ЕС, далеко выходящего за рамки традиционных поставок российского газа в Европу. Это открывает новой технологический уровень — производство и использовании чистого водорода, получаемого из российского природного газа без выбросов CO2, в рамках экспортно-ориентированной декарбонизации российской газовой отрасли.
С учетом изложенного одним из возможных вариантов участия России в декарбонизационной программе ЕС может стать трехэтапный подход.
Первый шаг — замещение угля газом в электроэнергетике и жидкого топлива компримированным и (или) сжиженным природным газом (КПГ/СПГ) на транспорте. Это структурная декарбонизация, при которой применяется природный газ, как более экологичное топливо.
Второй шаг — на переход на метано-водородное смеси, что позволит снизить выбросы CO2 примерно еще на треть.
Третий шаг — глубокая декарбонизация экономики на основе перехода к производству водорода из метана или методом гидролиза водорода без выбросов CO2.
В контексте декарбонизации экономики и снижения выбросов СО2 в Европе, «Газпром» планирует включить водород в состав своего газового портфеля и использовать его в ближайшей перспективе для поставок на европейский континент в дополнение к своим существующим проектам. В 2020 году в силу форс-мажорных обстоятельств, реализация части проектов была задержана, что повлияет на динамику применения нового коммерческого предложения холдинга на рынках ЕС.

## Газификация населенных пунктов
Уровень газификации в России на октябрь 2021 года составил 71% (в 2005 году составлял 50 %). При этом в городах и посёлках городского типа уровень газификации превышает 70%, а в сельской местности составляет 59,4% (в 2005 году — 34,8%). Однако, при этом, он является неравномерным и сильно различается по регионам. Так, на начало 2021 года Алтайский край был газифицирован на 13,1% и это — не единственный регион, в котором число подключённых к газу объектов не дотягивало до 20%. Масштабная газификация Красноярского края планируется на 2028 год.
В июне 2020 года премьер-министр России Михаил Мишустин утвердил энергетическую стратегию до 2035 года, которая предусматривает повышение доступности инфраструктуры и рост уровня газификации российских регионов к 2024 году вырастет с 68,6% до 74,7%, а к 2035 году — до 82,9%.
В октябре 2022 года президент РФ Владимир Путин поручил правительству продолжить действие программы социальной газификации «за горизонт 2022 года». В рамках данной программы осуществляется ускоренная догазификация в населенных пунктах, где уже есть газ, без задействования средств граждан. 
Отмечается, что догазификации подлежат свыше трех миллионов домов более чем в 36 тысячах населенных пунктов России. Помимо этого по поручению Путина правительство РФ совместно с «Газпромом» должно включить в программу медорганизации. Также, президент отдал поручение регионам выдать субсидии от 100 тысяч рублей на приобретение газового оборудования и работы по газификации нуждающимся гражданам. 
По информации Федерального штаба по газификации к 22 февраля 2023 года с жителями России заключено 760 тысяч договоров по догазификации. Из них 520 тысяч — уже исполнены. Для более чем 780 тысяч домовладений подготовлена техническая возможность для газифицикации. Поскольку в конце 2022 года правительство РФ приняло решение распространить программу догазификации, «Газпром» подсчитал, что в ней смогут принять участие ещё 1,53 тысячи медицинских и 1,76 тысяч учебных заведений. Подводя промежуточные итоги социальной газификации в октябре 2023 года, президент России Владимир Путин сообщил, что по этой программе к газу в России подключены 375 тысяч домохозяйств из миллиона запланированных и предложил расширить перечень получающих субсидии на оборудование для газификации.  К началу 2024 года газ по данной программе был бесплатно подведен к границам 1,1 млн участков. Уровень газифицикации страны по итогам 2023 года составил 73,8%.
В феврале 2024 года Владимир Путин сообщил о расширении программы социальной газификации на садоводческие товарищества — продолжении сетей до границ участков с домами СНТ.
В 2024 году, согласно информации «Газпрома», компания газифицирует порядка 700 населенных пунктов, что в 1,7 раз больше чем в 2023 году. Всего же холдинг выделил на инвестиции в газификацию и догазификацию регионов на этот период 270,3 млрд рублей — на 33,5 млрд больше, чем в предыдущем году.

## Переработка газа
По итогам 2017 года, в России было переработано 75,8 млрд м³ газа (40,2 млрд м³ природного и 35,5 млрд м³ попутного нефтяного). Действует 12 крупных газоперерабатывающих предприятий, обеспечивающих 93 % всей переработки, и ряд мелких предприятий. Задачей переработки является очистка «жирного» газа и выделение из него тяжёлых фракций углеводородов для дальнейшего использования. Продуктами переработки являются очищенный природный газ, сжиженные углеводородные газы (СУГ), широкая фракция лёгких углеводородов (ШФЛУ), этановая фракция, сера, стабильный конденсат и т. п..

## Экспорт
Экспорт природного газа составляет значительную часть экспорта России.
- Трубопроводный транспорт России,
- Сжиженный природный газ

В декабре 2019 на бизнес-форуме «Россия-Монголия» Минэнерго РФ и «Газпрому» было поручено создать рабочую группу по подготовке технико-экономического обоснования (ТЭО) газопровода для таких поставок через Монголию в Китай.
В 2021 году «Газпром» поставлял в Китай свыше 28 млн куб/м газа в сутки.
В июле 2023 года компании из России продали в Китай рекордный за всю историю торговли между двумя странами объем газа по трубопроводам и в сжиженном виде — 3,27 млрд, из них «Газпром» через «Силу Сибири» поставил почти 2 млрд куб м. Россия вышла на первое место среди поставщиков газа Китаю, обойдя Австралию и Туркменистан.
За 2024 год экспорт трубопроводного российского газа увеличился на 15,6% и до более чем 119 млрд куб. м. Объем проданного за рубеж сжиженного природного газа также вырос на 4% до около 47,2 млрд куб. м..

## Экономическое значение
Доля газа в общем энергобалансе России составляет 52 %, в производстве электроэнергии — 49 %, что является одним из самых больших показателей в мире.
Структура потребления газа в России выглядит следующим образом:
37 % используется для производства электроэнергии и тепла,
11 % — населением,
9 % — предприятиями ТЭК,
8 % — коммунально-бытовым сектором,
6 % — металлургией,
29 % — другими потребителями.
Экспорт природного газа составляет значительную часть экспорта России и является крупным источником поступлений в государственный бюджет. По итогам 2018 года трубопроводный природный газ был экспортирован на сумму $49,1 млрд, сжиженный природный газ — на сумму $5,3 млрд.
Правительство России осуществляет постепенную газификацию домовых хозяйств в России. К подаче газа подключаются как городские, так и сельские дома.

## Ресурсный потенциал
По состоянию на 1 января 2018 года, перспективные запасы природного газа в России оценивались в 31,6 трлн м³, прогнозные — в 163,9 трлн м³ (по методике Минприроды России). Согласно классификации Общества инженеров-нефтяников (SPE) доказанные запасы газа России составляют 47,8 трлн м³ (первое место в мире). Большая часть запасов представлена в виде свободного газа (86 %), остальное — в газовых шапках и растворённом в нефти газе. 96 % запасов природного газа России сконцентрировано в 40 уникальных и 138 крупных месторождениях. Около двух третей запасов газа находится в Западно-Сибирском нефтегазовом бассейне, в свою очередь две трети запасов этого бассейна находятся в Надым-Пур-Тазовском районе в Ямало-Ненецком АО. Также крупные запасы газа находятся в Лено-Тунгусском (Ковыктинское, Ангаро-Ленское, Чаяндинское и Юрубчено-Тохомское месторождения), Лено-Вилюйском, Прикаспийском, Волго-Уральском (Оренбургское месторождение) нефтегазовых бассейнах. Около 18 % запасов газа расположены на шельфовых месторождениях, включая уникальное по своим запасам Штокмановское месторождение. 71 % запасов природного газа относятся к ресурсной базе Газпрома.